# Ключ 44
Ключ 44 (трад. и упр. 尸) — ключ Канси со значением «труп»; один из 34, состоящих из трёх штрихов.
В словаре Канси есть 148 символов (из 49 030), которые можно найти c этим радикалом.

## История
Древняя идеограмма изображала неподвижно лежащего навзничь человека.
Иероглиф употребляется также в значениях: «ритуальная статуя, икона», «лежать раскинувшись», «возглавлять, ведать, распоряжаться», «принимать на себя, нести ответственность», «попусту занимать (место), напрасно, зря».
В качестве ключевого знака иероглиф используется относительно редко.

Вид в Цзиньвэнь
Вид в Цзягувэнь
Вид в большой печати Чжуаньшу
Вид в малой печати Чжуаньшу

В словарях находится под номером 44.

## Значение
1. Ритуальная статуя, икона.
2. Руководить своими делами.
3. Занимать пост, ничего не делая.
4. Мертвое тело, труп.

## Варианты прочтения
- кит. 尸, пиньинь shī, ши.
- яп. し, shi, си.
- кор. 주검 jugeom, джугом?, 시 si, (щ)си?.

## Примеры иероглифов
| Доп. штрихи | Иероглифы                                 |
| ----------- | ----------------------------------------- |
| 0           | 尸                                        |
| 1           | 尺                                        |
| 2           | 尻 尼 㞋                                  |
| 3           | 尽 𡰪 㞌 㞍                               |
| 4           | 尾 尿 局 屁 层 㞎                         |
| 5           | 届 屄 居 屆 屇 屈 屉 㞏 㞐 㞑             |
| 6           | 屋 屌 屍 屎 屏 𡱖 㞒 㞓 㞔 㞕 㞖          |
| 7           | 屐 屑 屒 屓 屔 展 屖 屗 屘 𡱩 𡱰 𡱶 𡱸 㞗 |
| 8           | 屚 屛 屜 屝 屙 𡲈 㞘 㞙                   |
| 9           | 屠 属 屟 屠 𡲢 𡲤 𡲥 𡲫 㞚 㞛             |
| 10          | 𡲬 𡳀 𡳁 𡳃                               |
| 11          | 屢 屣 𡳎 㞜 㞝 㞞                         |
| 12          | 層 履 屦 屧 𡳒 𡳛 𡳜 𡳝 㞠 㞟             |
| 13          | 𡳢 𡳣 𡳤 𡳥                               |
| 14          | 屨 𡳩                                     |
| 15          | 屪 屩 𡳪                                  |
| 16          | 屫 𡳰 㞡                                  |
| 17          | 𡳳 䆈                                     |
| 18          | 屬 𡳵 𡳶                                  |
| 19          | 𡳹 𡳺                                     |
| 21          | 屭                                        |
| 22          | 𡳽                                        |
| 29          | 钃                                        |

- Примечание: Ваш браузер может отображать иероглифы неправильно.